# ОШ „Милош Гајић” Амајић
ОШ „Милош Гајић” у Амајићу, насељеном месту на територији општине Мали Зворник, подигнута је 1922. године, као одељење основне школе у Доњој Трешњици.
Школа у Амајићу је подручна школа за пет села, поред Амајића и за Будишић, Доњу Трешњицу, Читлук и Цулине, од 1959. године, са издвојеним одељењима у Доњој Трешњици, постоји од 1842. године и Цулинама, која постоји од 1909. године.
Овде ради наставница енглеског језика Марта Живановић, пореклом из Казахстана.